# Онуфрије Ћутљиви
Онуфрије Ћутљиви или Онуфрије Печерски (12. век, Кијев) је староруски светитељ, монах Кијево-Печерске лавре. Поштован је од стране Руске православне цркве у лику преподобног. Помен се врши (по јулијанском календару): 21. јула и 27. септембра (Сабор преподобних отаца Кијево-Печерских).
Живео је у Ближњим пећинама Лавре, где се чувају његове мошти, поштоване као нетрулежне . Подаци о његовом животу и околностима његовог прослављања међу светитељима нису сачувани. Само захваљујући надимку „ћутљиви“ познато је да је Онуфрије постао познат по својом тихој изолованости, која је била типична за многе Кијевско-печерске светитеље (Теодор Ћутљиви су из истог разлога називали и Теодосија Печерског) .